# Conservatori Stern
LStern'sche Konservatorium va ser un conservatori originalment privat de Berlín fundat el 1850, que va existir amb aquest nom fins al 1936 i, després de la municipalització com a conservatori municipal, va ser institució pròpia fins al 1966. Des de llavors, la tradició del conservatori ha continuat com a "Institut Julius Stern" de la "Universitat de les Arts de Berlín". D'ell van sorgir molts músics importants.

## Història
Va ser fundada l'any 1850 com a empresa privada amb el nom de "Conservatori Municipal de Música de Berlín" per Julius Stern, Theodor Kullak i Adolf-Bernhard Marx. El 1855 Kullak va marxar i va fundar la Nova Acadèmia de Música. Atès que Marx també va dimitir el 1856, el conservatori va quedar finalment sota la direcció exclusiva de Stern. Fins que es va fundar la "Royal Academic University of Music" el 1869, el conservatori va ser el principal centre de formació de professions musicals a Berlín i va seguir sent una alternativa important fins i tot després. Va florir, sobretot sota la propietat i la gestió de Gustav Hollaender des de 1895 fins a 1915, hi assistien més d'un miler d'estudiants a l'any i es gestionava sense cap subvenció. El 1899 es va traslladar a les sales de Berlín-Kreuzberg, Bernburger Straße 21–22, on també hi havia l'Alte Philharmonie. Durant l'època imperial, l'actor emèrit del castell i antic professor del Conservatori de Viena Leo Friedrich va treballar en aquest conservatori. Va ensenyar a l'"Escola d'Òpera" i al mateix temps va ser cap de l'"Escola de Drama", que es va restablir experimentalment.

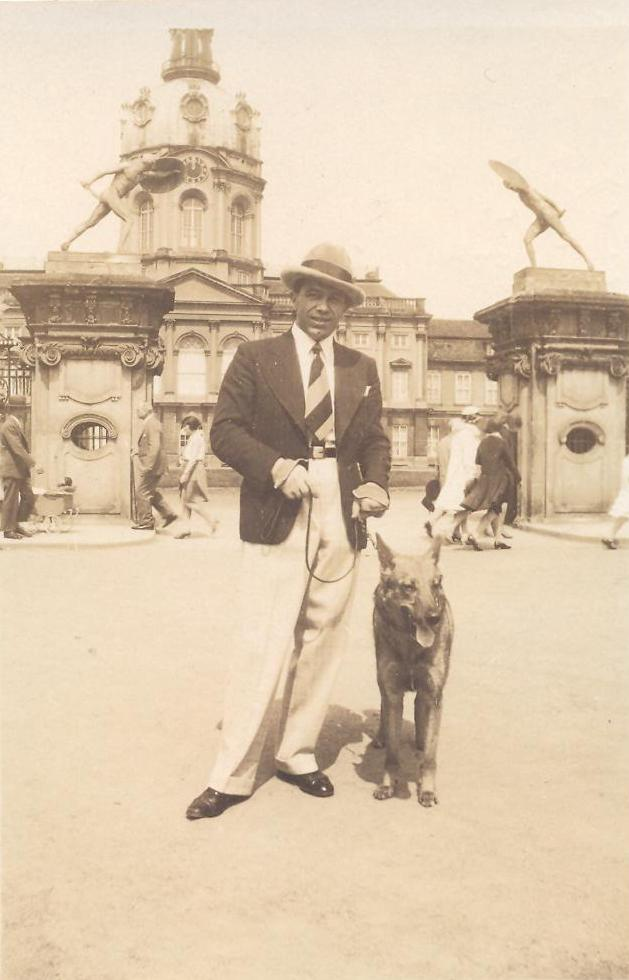
Asparuh Leshnikov, Berlin

El 1935, durant l'època nazi, l'institut va ser rebatejat com a "Konservatorium der Reichshauptstadt Berlin" i "arianitzat" en acomiadar els professors i estudiants jueus. Els fills de Gustav Hollaender Kurt Hollaender, Susanne Landsberg de soltera Hollaender i Melanie Herz-Hollaender van fundar llavors l'"escola de música privada jueva Hollaender" a Sybelstrasse 9. Paula Salomon-Lindberg, Anneliese Landau, Oskar Guttmann i altres també hi van ensenyar. L'escola comptava temporalment amb 24 professors i 150 alumnes. Kurt Hollaender i la seva dona Herta van ser deportats al gueto de Litzmannstadt l'octubre de 1941, on probablement van morir el mateix any. Susanne Hollaender va ser assassinada al camp de concentració d'Auschwitz. Melanie Hollaender probablement va aconseguir emigrar el 1939. Segons Ancestry, va morir a Londres-Hampstead el juliol de 1953 (nascuda el 8 de novembre de 1881). També hi ha una targeta sobre "internats estrangers" que els descriu com a exempts d'internament el 1939. El seu marit, Heinrich Adolf Herz, ja havia mort l'agost de 1925. El seu fill, Walter Julius, va canviar el seu nom pel de Hertner i va morir a Londres el 1978.
Després del final de la Segona Guerra Mundial, el 1945 el nom de la universitat es va canviar novament pel de "Conservatori Municipal". Des de 1966, el conservatori està afiliat a la Universitat de les Arts de Berlín (des de 2001: Universitat de les Arts de Berlín).
Dins de la universitat, la seva tradició es manté a l'"Institut Julius Stern". Es considera una de les institucions més grans i reconegudes per a la promoció de joves músics a nivell nacional. Actualment, uns 70 nens i joves melòmans i especialment superdotats d'entre 9 i 19 anys hi estan rebent una formació musical integral, a més de cursar una escola general. El suport consisteix principalment en classes individuals intensives i adequades a l'edat. Cursos addicionals de teoria musical i formació de l'oïda, fent música en conjunts com els 12 violoncel·listes de l'Institut Julius Stern i l'Orquestra de Cambra Julius Stern, així com oportunitats d'actuació habituals dins i fora de la universitat completen la formació musical. Nombrosos estudiants de l'Institut Julius Stern són guanyadors de concursos nacionals i internacionals. De 1999 a 2009, l'Institut Julius Stern va ser dirigit per Doris Wagner-Dix. Anita Rennert és directora de l'Institut Julius Stern des del 2010. Treballa com a professora de metodologia de guitarra i també de guitarra a la Universitat de les Arts de Berlín. La Julius Stern Chamber Orchestra es va fundar el novembre de 1999. A més de les principals lliçons instrumentals, ofereix als joves músics l'oportunitat d'adquirir una experiència orquestral d'alt nivell. Des de desembre de 2005, l'orquestra està dirigida per Zvi Carmeli, succeint a Andreas Schüller i Christoph Altstaedt.

## Directors
- 1850–1883: Julius Stern
- 1883–1888: Robert Radecke
- 1888–1894: Jenny Meyer
- 1895–1915: Gustav Hollaender
- 1915–1930: Alexander von Fielitz
- 1930–1933: Paul Graener
- 1933–1935: Siegfried Eberhardt
- 1935–1945: Bruno Kittel
- 1946–1949: Heinz Tiessen
- 1950–1960: Hans Joachim Moser
- um 1990 ?: Ingeborg Peukert
- 1999–2009 Doris Wagner-Dix
- Seit 2010: Anita Rennert

## Professors coneguts
| - Hans Ailbout, Compositor - Claudio Arrau, Pianista - Herbert Ahlendorf, Director - Károly Aggházy, Pianista - Heinrich Barth, Pianista - Karl Gustav Berndal, Actor de teatre - Georg Bertram, Pianista - Theodor Bohlmann, Pianista - Siegfried Borries Violinista - Rudolf Maria Breithaupt, Pianista i compositor - Hans von Bülow, Pianista i director - Gustav Bumcke, Compositor, teoria i harmonia, música de cambra de vent, saxo - Erich Bürger, Guitarrista - Alfredo Cairati, Professor de cant - Otto Dienel, Organista - Heinrich Ehrlich, Pianista i compositor - Traugott Fedtke, Director de cor - Edwin Fischer, Pianista - Eduard Franck, Compositor i pianista - Leo Friedrich, Actor i dramaturg - Friedrich Gernsheim, Pianista, director i compositor - Conrad Hansen, Pianista - August Haupt, Organista - Anton Hekking, Violoncel·lista | - Victor Hollaender, Pianista, Director i compositor - Engelbert Humperdinck, Director de banda i compositor - Berthold Kellermann, Pianista, director d'orquestra i professor de música - Friedrich Kiel, Compositor - Wilhelm Klatte, teòric de la música - Emma Koch, pianista - Martin Krause, Pianista - Arnold Krug, Pianista i compositor - Adolf Kullak, Pianista - Theodor Kullak, Pianista - James Kwast, Pianista - Ferdinand Laub, violinista - Max Loewengard, Compositor - Albert Löschhorn, Pianista - Paul Lutzenko, Pianista - Adolf Bernhard Marx, Compositor - Jenny Meyer, cantant - Ernst Guido Naumann, Pianista, director de banda i compositor - Wilma Neruda, Violinista - Selma Nicklass-Kempner, cantant - Georg von Petersenn, Pianista - Hans Pfitzner, Violinista, director i compositor | - Gustav Pohl, Pianista - Walter Pörschmann, Bandoneó, acordió - Adalbert Quadt, Guitarrista - Rudolf Radecke, Director de cor i compositor - Georg Wilhelm Rauchenecker, Compositor, director musical i violinista - Fritz Hans Rehbold, Pianista - Julius Reubke, Pianista i Organista - Nikolaus Rothmühl, cantant - Philipp Rüfer, Pianista i compositor - Émile Sauret, Violinista - Arrigo Serato, Violinista - Margarethe Siems, Cantant d'òpera - Leopold Schmidt, historiador de la música - Arnold Schönberg, Compositor i teòric musical - Joseph Schwarz, Pianista - Julius Stern, Cap de cor i cantant - Ernst Eduard Taubert, Teoria musical, composició i piano - Arthur Troester, Teoria musical, composició i piano - Diez Weismann, Violinista - Arthur Willner, Pianista i compositor - Konrad Wölki, Mandolinista i compositor |

## Estudiants coneguts
| - Haim Alexander, Compositor - Kees van Baaren, Compositor i professor de música - Wolfgang Kohly, Contrabaixista, Filharmònica de Berlín - Hans von Benda, Director - Otto Besch, Compositor - Franz von Blon, Compositor, director i violinista - Edith Boroschek de soltera Friedländer, soprano - Manfred Bukofzer, musicòleg - Georg Döring (1861–1945), cantant d'òpera alemany (baix) - Siegfried Eberhardt, Violinista - Caroline Fischer, Pianista - Edwin Fischer, Pianista - Richard Franck (1858–1938), compositor i pianista alemany - Aline Friede (1856–1946), Cantant d'òpera alemany (alto, mezzosoprano) - Isy Geiger - Hermann Goetz, compositor i organista - Ernst Grenzebach (1871–1936), Professor de cant - Charles Tomlinson Griffes, Compositor - Adalbert Gülzow, Violinista - Trude Hesterberg, Soubrette - Friedrich Hollaender, Compositor - Emil Honigberger, Director de cor i organista - Walter Jenson, Trompetista, líder d'orquestra i arranjador | - Otto Klemperer, Dirigent - Margarete Krämer-Bergau, cantant - Peter Kreuder, Compositor - Horst Kudritzki, Pianista, compositor i director d'orquestra - Hanne-Lore Kuhse, Cantant de cambra - Franz Landé, Músic i director d'orquestra - Ari Leschnikow, Cantant amb els Comediants Harmonistes - Melitta Lewin - Hannah von Mettal, traductor - Moritz Moszkowski, Compositor - Edda Moser, Cantant d'òpera - Armin Mueller-Stahl, Actors, músics, pintors - Emmy Neiendorff - Alberto Nepomuceno, Compositor - Ralph Neubert, Piano - Selma Nicklass-Kempner, Cantant - Otto Nikitits, Violinista, professor de violí a Londres i Berlín - Max Nivelli, Cantant d'òpera i productor de cinema - Felix Nowowiejski, Organista, - Manuel María Ponce, Compositor - Joseph Plaut, recitador | - Margarethe Quidde, Pianista i violoncel·lista - Heinrich Reimers (Pianista) - Julius Reubke, Pianista, organista i compositor - Karl Ristenpart, Dirigent - Eddie Rosner, violinista - Walter Schartner, Compositor - Ruth Schönthal, - Carl Schuricht, Director i compositor - Meta Seinemeyer, Cantant - Willy Sommerfeld, Pianista de cinema mut - Mischa Spoliansky, Compositor - Christian Stadelmann, violinista - Gerd Starke, clarinetista - Bruno Walter, Dirigent - Marek Weber, Violinista i director d'orquestra - Hermann Weigert, Dirigent - Ruth Wolffreim, Cantant d'òpera (Soprano) |